# Pterinochilus
Pterinochilus là một chi nhện trong họ Theraphosidae.

## Các loài
Chi này gồm các loài:
- Pterinochilus alluaudi Berland, 1914
- Pterinochilus andrewsmithi Gallon, 2009
- Pterinochilus chordatus (Gerstäcker, 1873)
- Pterinochilus cryptus Gallon, 2008
- Pterinochilus lapalala Gallon & Engelbrecht, 2011
- Pterinochilus lugardi Pocock, 1900
- Pterinochilus murinus Pocock, 1897
- Pterinochilus raygabrieli Gallon, 2009
- Pterinochilus simoni Berland, 1917
- Pterinochilus vorax Pocock, 1897